# Джукичи, Хасна
Хасна Джукичи (алб. Hasna Xhukiçi) — модель и победительница конкурса красоты из страны Албания.

## Мисс Вселенная 2009
Хасна вошла в число 15 финалисток после конкурса в купальниках но не вошла в топ-10 по нескольким пунктам. Албания впервые была представлена на конкурсе участницей Аниза Коспири на конкурсе Мисс Вселенная 2002.

## Личное
Хасна родилась 13 апреля 1988. Она студентка университета Тираны и также учится на медсестру. Она учится на курсе педиатрии. Она победила на конкурсе Мисс Вселенная Албания в июне 2009. Конкурс прошёл в Тиране и в нём участвовало 20 соперниц. Она изучает английский и испанский языки. Она является моделью агентства Sherri Hill.